# Bravo (deutsche Automarke)
Der  Bravo war ein Kleinwagen, der nur 1921 von den Union-Kleinauto-Werken in  Mannheim gebaut wurde. Später wurde diese von der Rabag in Düsseldorf übernommen.
Zunächst besaß der Bravo einen 4/10-PS-Motor mit zwei Zylindern. Später wurde er mit Vierzylindermotor ausgeliefert.

## Quelle
- Werner Oswald: Deutsche Autos 1920–1945, 10. Auflage, Motorbuch Verlag Stuttgart (1996), ISBN 3-87943-519-7, Seite 436